# 奥赫卡城堡
奥赫卡城堡（Oheka Castle）又名奥托卡恩庄园，位于纽约州长岛北海岸的亨廷顿。是投资金融家和慈善家奥托·赫尔曼·卡恩和他的家人的乡村豪宅，建于1914年至1919年间。奥赫卡（Oheka）的名称是原始所有者奥托·赫尔曼·卡恩（Otto Hermann Kahn）的名字的缩写。包括127个房间，面积109,000平方英尺（10,100平方），是美国的第三大私人住宅。
该城堡目前是一间酒店，设有32间客房和套房，是受社交名流、名人和政要欢迎的婚礼场所，许多好莱坞电影在此取景。酒店还提供庄园和花园的旅游服务。
2004年，奥赫卡城堡列入国家史迹名录。奥赫卡城堡是全国历史保护信托的美国历史酒店的成员。
2014年，美國創作型歌手泰勒絲的熱門歌曲《空格》的音樂錄影帶在此地拍攝。

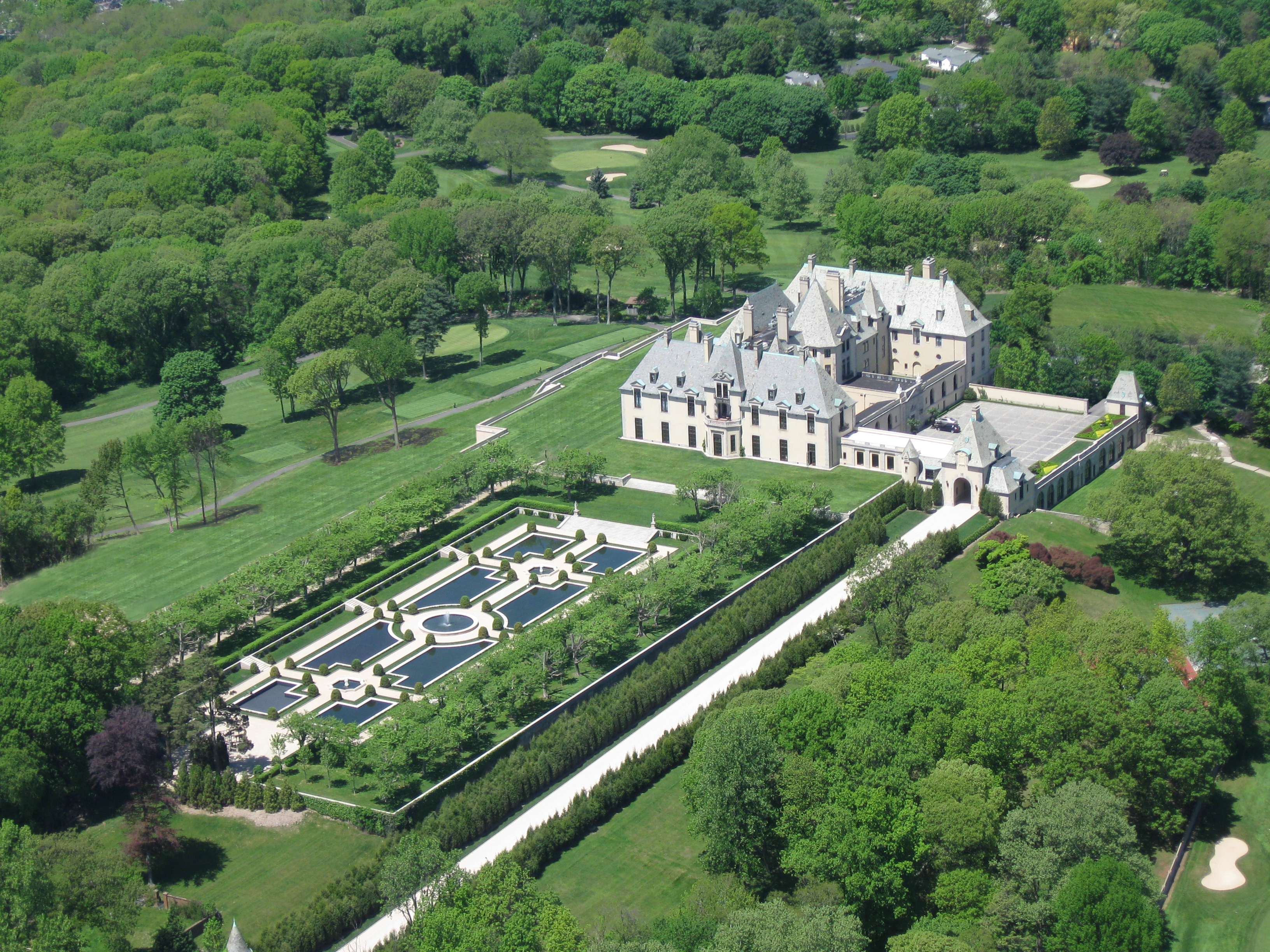
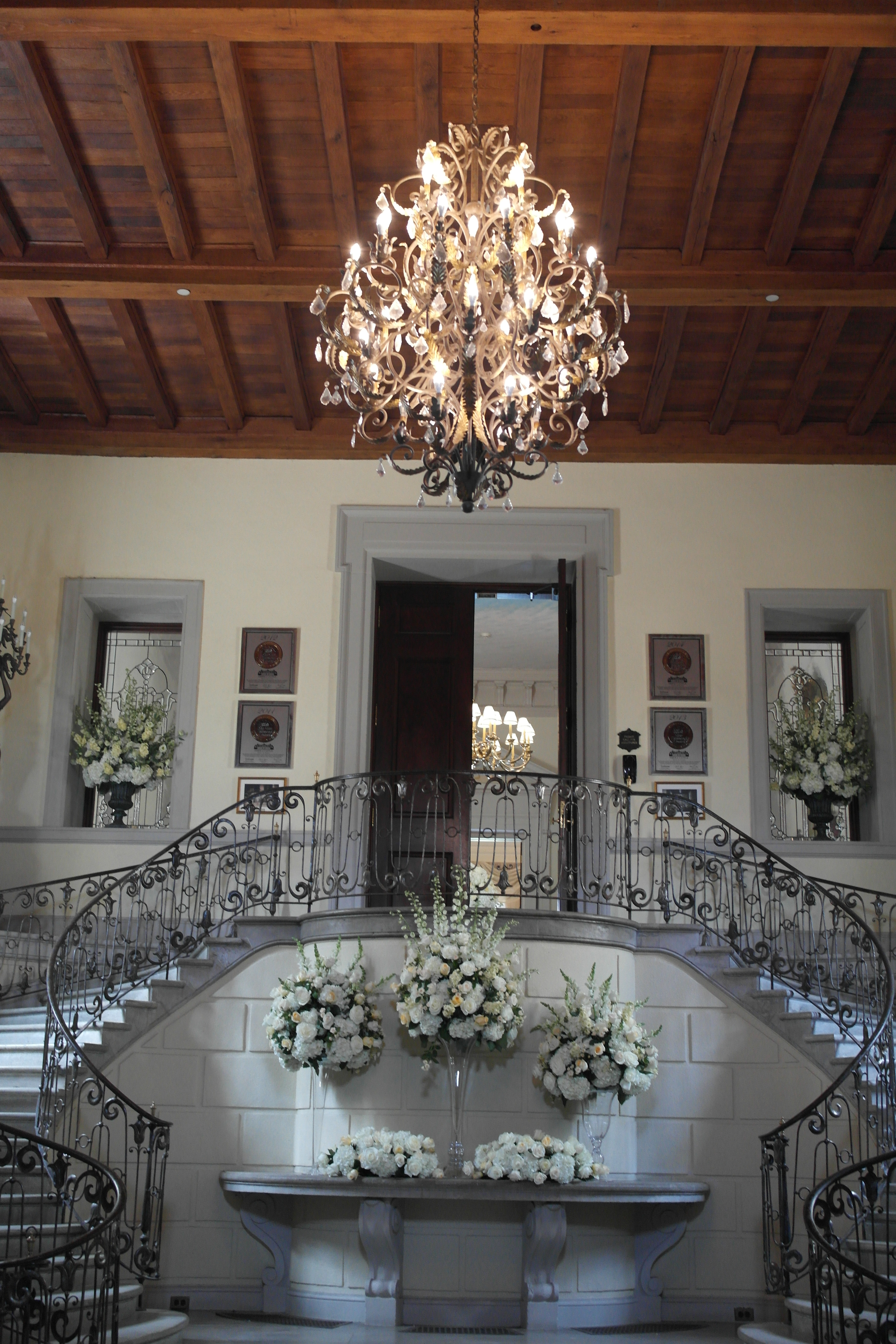
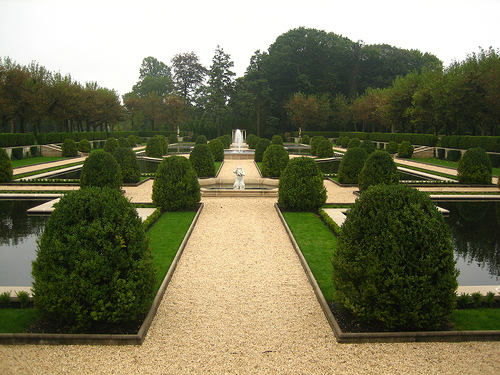